# South Ferry – Whitehall Street (métro de New York)
South Ferry – Whitehall Street est une station du métro de New York située dans les quartiers Battery Park et Financial District dans le borough de Manhattan. Elle est partagée par l'IRT Broadway - Seventh Avenue Line et la BMT Broadway Line. Le complexe est desservi tout le temps par le train 1, tout le temps sauf tard dans la nuit par le train R et tard dans la nuit par le train N.
Initialement non connectées, les deux stations sont reliées entre elles en 2009 après la construction du nouveau terminal de ferry, ce qui permet un transfert gratuit entre les trains de la ligne 1 et des lignes N et R à l'ancienne station Whitehall Street. En 2013, la MTA doit ajouter une connexion à l'ancienne station South Ferry lorsque la nouvelle station est fermée par suite de l'ouragan Sandy.
Ce complexe est la troisième station à porter le nom South Ferry. La deuxième, ouverte entre 1905 et 2009, dessert alors l'IRT Broadway - Seventh Avenue Line et la Lexington Aveune Line. La première est une station aérienne qui est ouverte entre 1877 et 1950 et qui dessert alors les anciennes lignes Ninth, Sixth, Third et Second Avenue.

## Agencement de la station
| S                                   | Niveau de la rue                                                                         | Entrée et sortie |
| SS1 Boucles (loops)                 | Quai latéral, pas en service                                                             | Quai latéral, pas en service |
| SS1 Boucles (loops)                 | Mur de séparation                                                                        | |
| SS1 Boucles (loops)                 | Boucle intérieure                                                                        | ne s'arrête pas là (Bowling Green est l'arrêt suivant) →                                                                                  |
| SS1 Boucles (loops)                 | Boucle extérieure                                                                        | Pas de service régulier |
| SS1 Boucles (loops)                 | Quai latéral, les portes s'ouvrent sur le droite pour les cinq premiers wagons seulement | |
| SS1 Boucles (loops)                 | Mezzanine                                                                                | Vers les entrées et sorties, agent de station et machines à Metrocard.                                                                    |
| SS2                                 | Mezzanine                                                                                | Voie de passage entre les quais |
| SS3 Quais de la Broadway Line       | Vers le nord                                                                             | ← vers 71st Avenue (Rector Street (Broadway)) ← vers Ditmars Boulevard tard dans la nuit (Rector Street (Broadway))                       |
| SS3 Quais de la Broadway Line       | Quai central,les portes s'ouvrent sur la gauche                                          | |
| SS3 Quais de la Broadway Line       | Voie centrale                                                                            | → vers Bay Ridge – 95th Street (Court Street) tard la nuit (Rector Street (Broadway)) ← vers Ditmars Boulevard (Rector Street (Broadway)) |
| SS3 Quais de la Broadway Line       | Quai central, les portes s'ouvrent sur la gauche                                         | |
| SS3 Quais de la Broadway Line       | Vers le sud                                                                              | vers Bay Ridge – 95th Street → vers Coney Island – Stillwell Avenue tard dans la nuit (Court Street) →                                    |
| SS4 Quais de la Seventh Avenue Line |                                                                                          | |
| Voie 4                              | ← vers Van Cortlandt Park – 242nd Street (Rector Street (Seventh))                       | |
| Quai central                        |                                                                                          | |
| Voie 1                              | ← vers Van Cortlandt Park – 242nd Street (Rector Street (Seventh))                       | |

## Quais de l'IRT Broadway - Seventh Avenue Line

### Boucles de l'ancienne station
Les boucles de South Ferry, utilisées par les trains de la ligne 1 en avril 2013, sont composées de deux quais (celui intérieur est muré) placés sur des voies en courbe ; cependant, il n'y a pas de transfert libre entre les quais et chaque quai est desservi par sa propre ligne. La configuration la plus récente qui voit l'utilisation des deux voies consiste à utiliser la voie extérieure pour la ligne Broadway - Seventh Avenue et la voie intérieure pour la ligne IRT Lexington Avenue. Les deux stations sont chacune nommées South Ferry ; le nom « South Ferry loops » (boucles de South Ferry) est utilisé pour distinguer ces quais de la nouvelle station. Cette dernière est utilisée par les trains 1 de la ligne Broadway - Seventh Avenue entre 2009 et 2012 jusqu'à ce qu'elle soit endommagée lors de l'ouragan Sandy. La boucle extérieure ouvre de nouveau le 4 avril 2013 afin d'assurer temporairement le service en attendant que la nouvelle station soit remise en service.